# Кладовище Вествуд

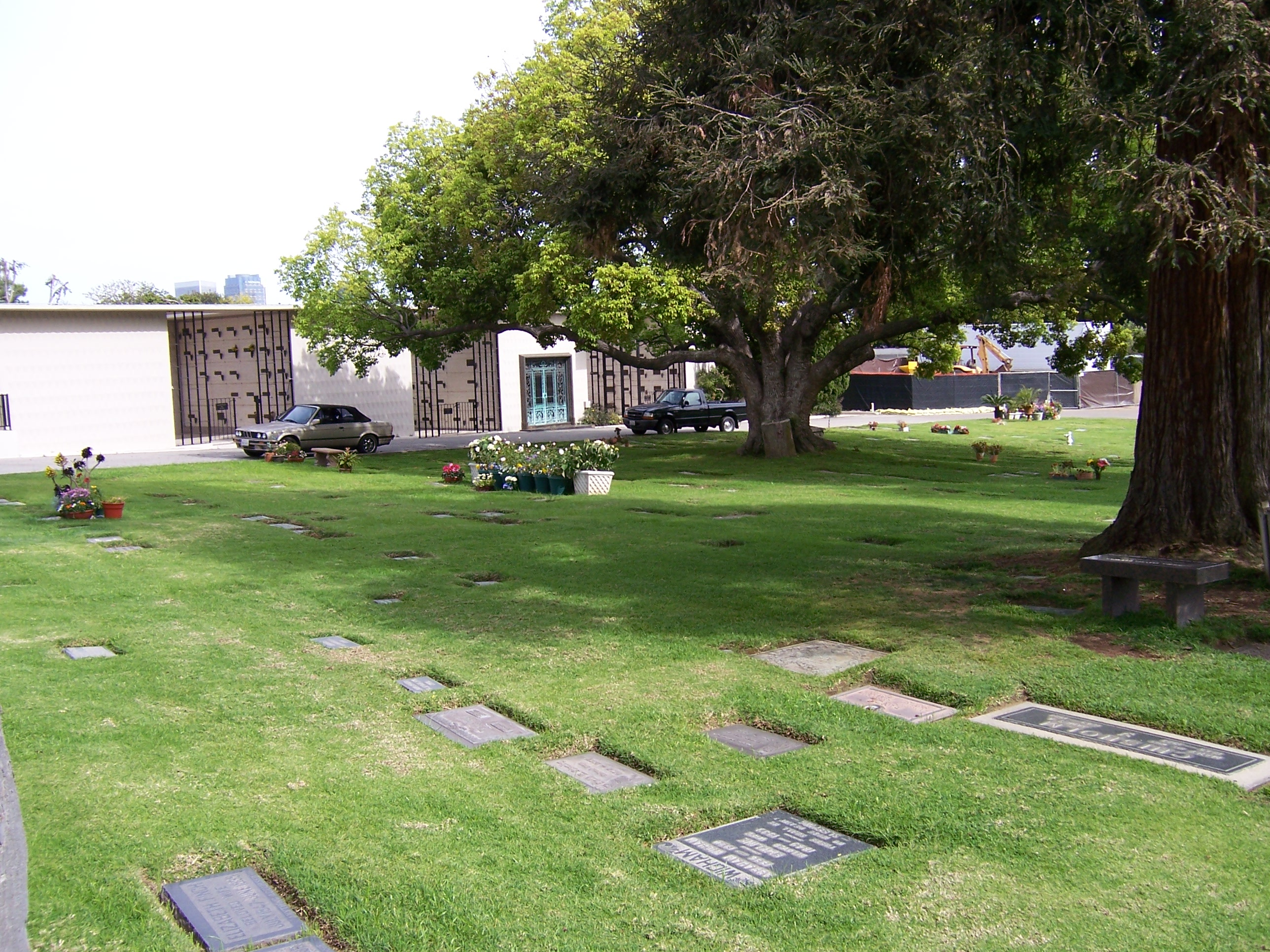
Поховання на цвинтарі

Цвинтар Вествуд (англ. Westwood Village Memorial Park Cemetery) — великий некрополь у Вествуді на заході Лос-Анжелесу.
Вествуд, розташований посеред житлових кварталів, та не має ознак вишуканості та помпезності, що притаманні кладовищам Форест-Лоун та Hollywood Forever, які дехто вважає відштовхуючими. Тамтешній меморіальний парк став модним місцям поховання, після того. як тут відбулись похорони Мерилін Монро у 1962 році. Місця поруч з її могилою поспішив зарезвувати для себе засновник «Плейбою» Г'ю Гефнер. Цей цвинтар обрали для свого майбутнього поховання письменник Рей Бредбері та актор Луї Журдан.
Дженіс Джоплін та Джин Келлі були кремовані у Вествуді, але їх прах було розвіяно на узбережжі.

## Відомі поховання
- Роберт Блох (1917—1994) — письменник
- Біллі Вайлдер (1906—2003) — американський кінорежисер і сценарист, лауреат «Оскара»
- Наталі Вуд (1938—1981) — американська кіноакторка
- Джейн Ґрір (1924—2001) — американська акторка
- Френк Заппа (1940—1993) — американський вокаліст, гітарист
- Семмі Кан (1913—1993) — американський автор-пісенник, поет та музикант
- Трумен Капоте (1924—1984) — письменник
- Маріо Кастельнуово-Тедеско (1895—1968) — єврейській-італійський композитор
- Милиця Кор'юс (1909—1980) — кінозірка, оперна співачка
- Берт Ланкастер (1913—1994) — американський актор
- Льюїс Майлстоун (1895—1980) — кінорежисер
- Волтер Меттау (1920—2000) — актор
- Мерилін Монро (1926—1962) — американська кіноактриса, співачка, модель
- Рой Орбісон (1936—1988) — американський музикант, один з піонерів рок-н-рола
- Пітер Фальк (1927—2011) — актор
- Ів Арден (1908—1990) — актриса, володарка премії «Еммі»
- Х'ю Хефнер (1926—2017) — американський видавець, засновник і шеф-редактор журналу «Плейбой».
- Вільям Джеймс Дюрант та Аріель Дюрант — автори одинадцятитомної «Історії цивілізації»